# プラノ・カルピニ

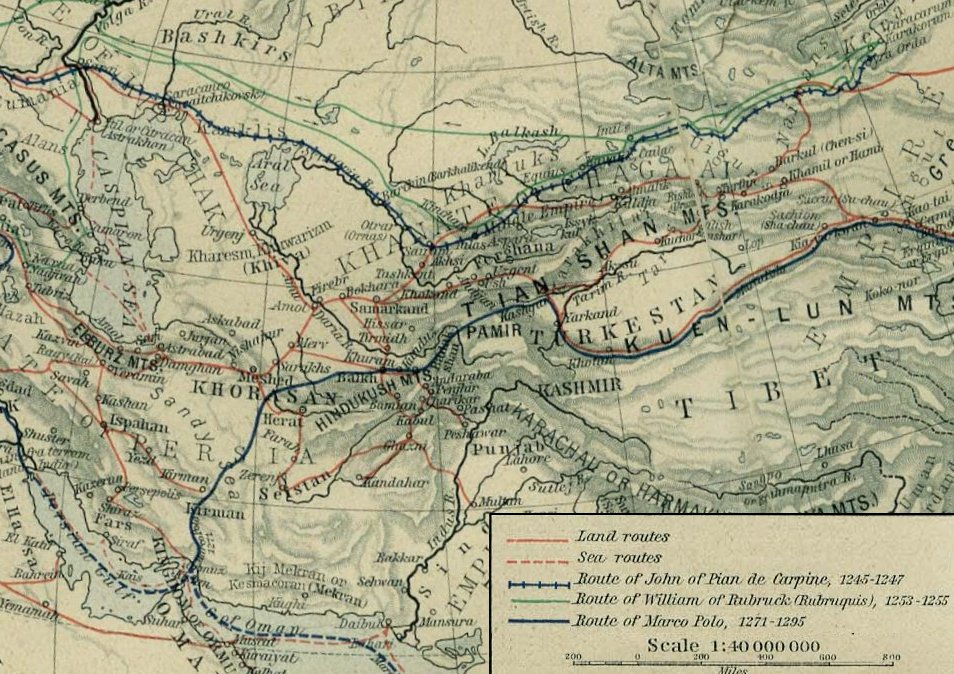
プラノ・カルピニのモンゴル帝国領内の行路（北部の青い線）

ヨハンネス・デ・プラノ・カルピニ（Iohannes de Plano Carpini、1182年 - 1252年8月1日）は、イタリア・ヴェネツィア共和国の修道士。本名はイタリア語でジョヴァンニ・ダ・ピアン・デル・カルピネ (Giovanni da Pian del Carpine) だが、ラテン語読みしたプラノ・カルピニが有名である。アンティヴァリ司教（在位：1247年 - 1252年）。

## 生涯
出身地はペルージャに近いマジョーネ（旧名ピアン・ディ・カルピネ）にあるヴィッラ・ピアン・ディ・カルピネ (Villa Pian di Carpine) とされている。イタリアのフランシスコ会に所属し、ローマ教皇の命令を受けて神聖ローマ帝国やカスティリャ王国などで布教活動を行なったことがある。その経緯から有力な修道士として名が知られるようになり、管区長に任命された。
1241年、ワールシュタットの戦いを契機として東欧・西欧にモンゴル帝国の脅威が忍び寄ってくると、1245年の第1リヨン公会議で決定されたモンゴルとの交渉役としてカルピニはローマ教皇インノケンティウス4世の命令を受けて、東欧に勢力を拡大していたモンゴル帝国のバトゥの元に派遣される。派遣された使節はカルピニと同じ修道会のボヘミアのステファン修道士の2名であり（途中ポーランドにてポーランド人のフランシスコ修道会ベネディクト修道士が加わって3名となった）、道中通過する諸侯達に護衛や召使を数名つけてもらう程度で、教皇使節としては少数だった。面会したバトゥはグユク汗の元へゆくよう命じた。カルピニはバトゥが建都していたサライの状況などを見て、バトゥのことを部下に対する思いやりがあり同時に大変恐れられていると述べ「サイン・ハン」（偉大なる賢君）と賞賛したが、一方で戦闘中はバトゥほど残酷なものはなくまた抜け目なく狡猾だとも言っており、バトゥの侵略によって徹底的に破壊されたキエフなどの状況を見て、「バトゥは名君だが、暴君でもある」と辛口の評価を述べてもいる。
さらにモンゴル帝国の首都であるカラコルムにまで交渉に赴き、到着直後の1246年8月24日、モンゴル帝国のハーンとなるグユクの即位式のクリルタイに列席した。この時に、カルピニ一行はグユクに会見してローマ教皇の親書を手渡して和睦交渉を行なったが、グユクは和睦ではなく教皇をはじめとする西欧諸国の臣従を望んだため、果たすことはできなかった。そのため帰国後は一時、教皇の怒りを買ったが、カルピニが記した『モンゴル人の歴史』という史書・報告書が高く評価されたこともあり、後に怒りを解かれてダルマチアの大司教に任じられた。
カルピニの使節は、『モンゴル人の歴史』では彼自身はあまり厚遇されなかったかのように述べているが、記述内容を総合すると、かれらはローマ教皇庁からの正式な使節としてモンゴル側でもそれに応じた応対がしっかりとされていたことがうかがえる。この点はモンケ時代にカラコルムを訪れたルブルクのギヨーム修道士とやや違っている。また『集史』などのモンゴル側の史料でも、カルピニら使節団はグユク即位の場面で「フランク（西欧）側の使節」として他のアッバース朝や帰順に赴いたルーム・セルジューク朝の使節などとともに記録に残されている。
その後は、西欧諸国の各地でモンゴル帝国についての講演を行ないながら、1252年に71歳で死去した。

## 『モンゴル人の歴史』
正確な題名は、『われらがタルタル人と呼びたるところのモンゴル人の歴史』（Historia Mongalorum quos nos Tartaros appellamus）で、カルピニがローマ教皇庁に提出した報告書。
当時のモンゴル帝国の風習や国民性をはじめ、軍事、政治制度など詳細なモンゴルの事情を知ることができる歴史書であり、しかもカルピニ自身がその目で見たことがあるということから、多少のカルピニ自身の誇張があるとはいえ、やはり同時代的な歴史的資料として評価は高い。日本語訳書の題名は「旅行記」となっているが、旅行記の部分は最後の第9章だけで、残りの8章はモンゴル帝国に関する報告書であり、報告書の第一の意図は偵察である。序章に記載されているところによれば、「タルタル人が本当のところ何を欲し、何を意図しているかを知って、その結果をキリスト信者に知らせられるようにと、―そうすれば何時の日か、タルタル人が急襲してくるようなことがありましても、キリスト信者の方では準備万端ととのっており」「かれらがキリスト信者をさんざんに打ち破ることはないでありましょう」とされている。カルピニの派遣は、当初外交交渉・キリスト教布教調査・モンゴル人の侵攻の調査の三つの目的があったが、この三点はジョチ・ウルスとロシアの国境付近の町で役人に任務を説明する部分でしか登場しておらず、バトゥやグユク汗との面会の場面では記載が無い。このため、当初は外交交渉や布教調査も目的としていたが、バトゥやグユクとの面会の結果、交渉や布教の余地が見出せ無かったことから、帰国後作成した報告書の目的は、モンゴル人のキリスト教諸国への侵攻の意図の確認と防衛準備の為のモンゴル軍の分析に重きが置かれることになったものと思われる。

## グユク・ハンの勅書
長生の天の力によりて大なるすべての民の海のハンの勅。

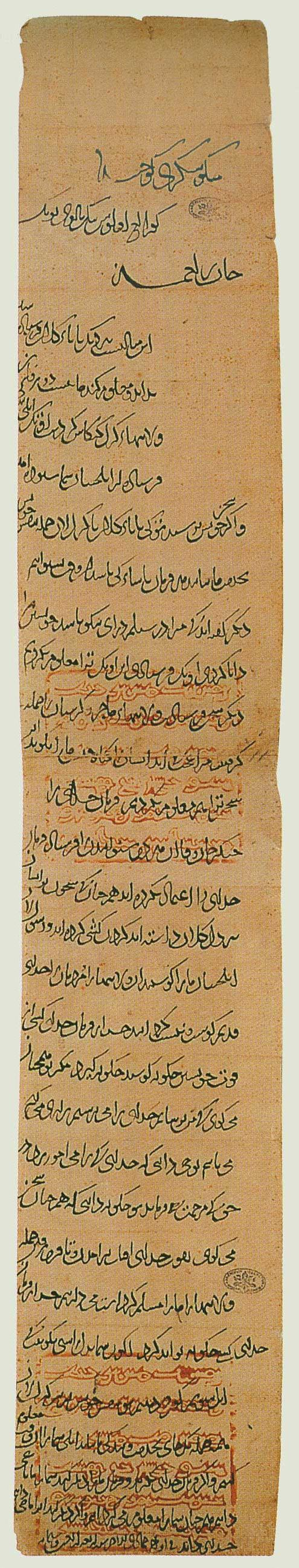
グユクのインノケンティウス4世宛国書（ペルシア語、バチカン図書館蔵）

これは大教皇が知るために、理解せんがためにと、大教皇に送られる勅なり。
ケラル（皇帝の意）の領内の・・・・・・（不明）に会議せしのち、なんじは朕に服従を求めたり。これ、朕がなんじの使者より聞きしところなり。
しかしてなんじ、大なる教皇たるなんじは、もし、なんじみずからの言のごとくせんとすれば、なんじみずから朕のもとに朝貢すべし。しからば朕はそのとき、なんじにヤサの法令を聞かしめん。
さらにまた。なんじは朕に洗礼を受くべしと言えり。それは良からん。 なんじは朕にこそ通知し、なんじは朕に要求せり。なんじのこの要求は、朕、これを理解するあたわず。さらにまた。なんじは朕につぎのごとき言を寄せたり。「なんじはマジャールの全領土とキリスタンの全領土を奪えり。われはこれに愕けり、それらの者にいかなる誤ちありや、これをわれに語れ」と。なんじがこの言、朕、これをまったく解する能わず。神の命令を、チンギスーハンとハアン（ウゲデイ？）がこれを彼らに解せしめんとせしなり。されど、彼らは神の命令を信ぜざりき。なんじの言えるそれらの者どもは大いなる会議を開きたり（？）。彼らは傲慢を示し、朕の遣りし使者を殺したり。これらの領土における民どもを永遠なる神、これを殺して滅せり。神の命令に非ずして、何びとかおのれのみの力によりて、いかでかこれを殺し、これを奪うを得んや。
しかしてなんじは「われはキリスト教徒なり、われは神を敬まう。われはさげすみ、しかして・・・・・・」と言えり。神が何びとを恕し、何びとのために慈悲を垂れ給うやをいかにしてなんじ、これを知るや。いかなればなんじ、この言をなすや。
神の力によりて、日の昇るところより、日の沈むところまで、すべての領土は朕に与えられたり。神の命令によらずして、何びとかいかでこれをなすをえんや。今やなんじ、真心こめてこれを言え、「われらは臣なり、われらはわれらの力を捧げん」と。なんじみずから、すべてこぞりて、諸王の先に立ち、きたりて朕に仕えて臣となれ。しかるときには、朕はなんじの臣従を認めん。しかして、もし、なんじ、神の命令に従わず、朕の命令に背かんか、なんじは朕の敵たるべし。
これ、朕がなんじに諭すところなり。もし、なんじ、これに背かんか、朕は、そのいかなることになるやを知らず、神のみこれを知りたもう。

644年、第二代ジュマーダ月の最終期の某日［1246年11月3~11日］。
カルピニがこの時ローマ教皇庁にもたらしたグユク・ハンの発令によるペルシア語の勅書がバチカン図書館に現在も保存されている。この書簡は「紙」に書かれている。
ローマ教皇インノケンティウス4世に宛てたこの書簡は、モンゴル帝国で作成された経緯・来歴がはっきりしている命令文書としては最古の部類に入り、またこの書簡に捺印されているウイグル文字によるモンゴル語の印璽銘文もモンゴル語の資料としても絶対年代が判明している実質最古のものである。（国書はアラビア文字で書かれ、「永遠なる天の力により、（中略）ハンの勅」という冒頭の3行のみテュルク語であり、それ以外は全てペルシア語文から成っている。文章末尾に「（ヒジュラ暦）644年ジュマーダー＝ル＝アーヒラ月の最後の日（1246年11月10日）」と発行した年月日を附している）
『モンゴル人の歴史』によれば、カルピニは教皇への手紙とその翻訳の作成を要請し、帝国の文書行政の総責任者である大ビチクチ（書記官）であったチンカイらがカルピニたちと「タルタル語の手紙」とそのラテン語による翻訳を一語一語検討しながら作成した事が述べられている。当時のモンゴル帝国による文書行政はウイグル語文によって行われていたようなので、ここでいう「タルタル語」とはウイグル語だったろうと現在では考えられている。カルピニはこの書簡と翻訳の2通を持ち帰ったと述べるが、現存するペルシア語の書簡はカルピニが触れている「イスラム教徒の文字」で翻訳されたものか、「タルタル語の書簡」そのものなのか議論が分かれている。ウイグル文書簡、ペルシア語翻訳書簡、ラテン語翻訳の3通があったのではとも論じられたが結論は出ていない。
いずれにしろこのペルシア語文書簡はモンゴル皇帝の印璽が捺された真正のモンゴル皇帝の勅書であることに変わり無く、モンゴル帝国史における第一級の歴史資料である。
なお、カルピニに同行したポーランド出身で同じフランシスコ会所属の修道士ベネディクトによる口述書も残っており、そこにこの勅書のラテン語訳文も載せられている。勅書の内容とベネディクトの口述書にある翻訳文の内容は良く対応している。
この勅書はカルピニがもたらしたローマ教皇の親書に応える内容のものであった。しかし、その主旨は、バトゥ率いるモンゴル軍のハンガリー王国やポーランド王国などの遠征に対するローマ教皇側の非難を拒絶しつつ、逆にローマ教皇側が真のキリスト教徒であると自尊して他のキリスト教諸派を侮蔑している態度を批判し、さらに、チンギス・カン以来、モンゴル帝国が天なる神から「日の昇るところから没する地まで」全世界に対する支配権を預託されていることを強く宣言したものであった。また、ローマ教皇およびヨーロッパ諸国の君主たちにモンゴル帝国への即時の帰順と降服勧告を命じ、そして、ローマ教皇自身がヨーロッパの君主たちを率いモンゴル宮廷に自ら参上して率先的にモンゴル帝国に帰順するよう強く勧告している。これを拒んだ場合は再度武力による討伐もあり得ることも付言していた。
勅書では、明らかにローマ教皇を下に見て書かれてあり、ローマ教皇にこのような公文書が送られたのは初めてのことであった。そして、この勅書こそローマ教皇が初めて手にした“紙”とされている。ただし、遡ること1102年には既にシチリアに製紙工場が建てられているため、教皇庁にも紙が伝わっていた可能性はある。

## 日本語訳
- 護雅夫訳 『中央アジア・蒙古旅行記―遊牧民族の実情の記録』 光風社出版〈光風社選書〉、1989年[10]、NCID BN03532566。新版：講談社学術文庫、2016年[11]、NCID BB21394007。電子書籍も刊[12]。
  - pp.1-90(訳註 pp.91-116)「プラノ‐カルピニのジョン修道士の旅行記 -「モンゴル人の歴史」」
  - pp.117-125(訳註 pp.126-128)「附録 ポーランド人 ベネディクト修道士の口述」- ベネディクト修道士（英語版）はカルピニと同行し、帰国後「ケルンの高位聖職者または学者に口述して書きとらせたもの」: 訳註 p.126

※ルブルックの旅行記も併訳（表記はルブルク）:「ルブルクのウィリアム修道士の旅行記」